# Drukarnia Estiennów
Drukarnia Estiennów (Oficyna Stephanusa) – firma rodzinna francuskich drukarzy i wydawców działająca w Paryżu od 1504 roku.
Właścicielem był ród drukarzy, humanistów i filologów, którzy działali głównie w Paryżu oraz w Genewie. Większość przedstawicieli rodu z linii paryskiej piastowała godność drukarzy królewskich. Godłem oficyny było drzewo oliwne mające symbolizować jedność i ciągłość firmy.

## Historia oficyny

### Henryk Estienne
Założycielem jednej z najsłynniejszej oficyny we Francji w XVI wieku był Henryk Estienne (łac. Stephanus). Urodził się ok. 1460 roku. Drukarnię prowadził w Paryżu wraz z innymi drukarzami. W 1504 roku założył własną oficynę, drukującą głównie dzieła filozoficzne i teologiczne w formie druku renesansowego. Pierwszą jego wydaną książką było dzieło rzymskiego filozofa Boethiusa pt. Abrégé de l'Arithmétique. Do czasu przejęcia drukarni przez syna wydał ok. 120 druków. Jego druki charakteryzowały się wysoką jakością językową. Jako jeden z pierwszych drukarzy wydawał erraty do wydanych wcześniej druków. Zmarł w 1520 roku. Z powody małoletności jego dzieci, firmę prowadził ich ojczym Szymon de Colines, który nawiązał współpracę z innym drukarzem i grafikiem Godfrydem Torym, co zaowocowało podniesieniem jakości druków. W 1525 roku Colines oddał firmę Robertowi Estienne, a sam założył własną. W obydwóch drukarniach stosowano nową antykwę Garamonda, nazwaną literami królewskimi.

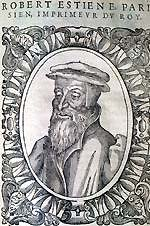
Robert Estienne

### Robert Estienne
W 1525 roku syn Henryka, Robert Estienne, przejął firmę ojca. Urodził się w 1503 roku. Rok po przejęciu drukarni założył nową. W 1539 roku został drukarzem królewskim króla Franciszka I. Dla niego począł drukować druki łacińskie i hebrajskie m.in. Biblia hebrajska, Biblia łacińska i Nowy Testament grecki. Jako uczony zajmował się literaturą klasyczną. W 1544 roku wydał Historię kościelną autorstwa Euzebiusza z Cezarei. Druk został złożony czcionkami zaprojektowanymi przez Garamonda. Robert Estienne był autorem wielkiego słownika języka łacińskiego (1531). Wydał również słownik francusko-łaciński oraz francusko-włoski (1539), a jego prace były później kilkakrotnie wznawiane. Po wydaniu Biblii w języku łacińskim popadł w spór z Sorboną przez co zmuszony został do wyemigrowania do Szwajcarii, do Genewy. Tam w 1551 roku założył drukarnię i wydawał druki dla kalwinistów. Drukarnię w Paryżu objął jego brat Charles. Zmarł w 1559 roku. Spadkobiercą jego genewskiej oficyny był jego syn Henryk II Estienne.

### Charles Estienne
Brat Roberta, Charles Estienne (ur. 1505, zm. 1564), lekarz i przyrodnik, był pierwszym propagatorem badań nad anatomią człowieka. W 1551 roku otrzymał tytuł drukarza królewskiego, a w 1561 roku z powodu długów został osadzony w więzieniu, gdzie zmarł. Napisał i wydrukował w swojej drukarni: La Guide des chemins de France (1552) – jeden z pierwszych przewodników po Francji, La Guide des chemins de France, reueue & augmentee pour la troisiesme fois (1553), Praedium Rusticum (1554) – dzieło na temat rolnictwa, Dictionarium historicum ad policum (1553) – pierwszą encyklopedię francuską.

### Henryk Estienne (młodszy)
Henryk II Estienne urodził się w 1531 roku w Paryżu. Otrzymał gruntowne wykształcenie, był pisarzem oraz wybitnym hellenistą i filologiem. Podróżował po Europie, głównie po Włoszech, w poszukiwaniu rękopisów greckich. W 1554 roku założył drukarnię w Paryżu. W 1557 roku otrzymał tytuł illustris viri Huldrici Fuggeri typographus po swoim patronie Ulrichu Fuggerze. Z powodu wydrukowania satyry przeciw mnichom, został skazany na wygnanie a jego portret został publicznie spalony przez kata. Wyjechał do Genewy, gdzie przejął drukarnię ojca, w której wydawał druki z literatury klasycznej i greckiej, które zaopatrywał we własne przedmowy i komentarze. Spod prasy w 1557 roku wyszły dzieła Atenagorasa, Arystotelesa i Ajschylosa następnie dzieła Diodora Sycylijskiego (1559), Ksenofonta (1561), Empiricusa (1562), Tukidydesa (1564), Herodota (1566 i 1581) oraz Sofoklesa (1568) roku. W 1578 roku wydał dialogi Platona, które stały się wzorem dla późniejszych tego typu wydań i stały się standardem paginacji Stephanusa.  W latach 1576 i 1587 wydał Nowy Testament we własnym przekładzie na język grecki.Zmarł w 1598 roku w Lyonie.
W sumie wydał ok. 170 książek. Największym jego dziełem jest słownik języka greckiego w 4 tomach, Thesaurus Graecae Linguae (1572). Był orędownikiem czystości języka francuskiego, krytykował jego zachwaszczanie wpływami włoskimi (Dialogues du nouveau langage français italianisé, 1578). W 1565 r. napisał Traité de la conformité du langage français avec le grec, w którym dowodził zarówno doskonałości języka greckiego, jak i niezwykłego podobieństwa języka francuskiego do greki, co czyniło francuszczyznę najdoskonalszym z języków żywych.
Drukarnię Estienne'a przejął wnuk Henryka, Antoni, który porzuciwszy kalwinizm powrócił do Paryża. W 1615 roku został drukarzem królewskim. W 1660 roku oficyna rodziny Estienne została zamknięta.

### Najważniejsze publikacje
- Psalterium quincuplex, Lefèvre d'Estaples, (1509 i 1515)
- Itinerarium provinciarum omnium Antonini Augusti,  Geoffroy Tory (1512);
- Thesaurus Linguae Latinae (1572) – słownik języka łacińskiego z pojedynczymi wyrazami oraz zwrotami i przykładami
- Platonis opera quae extante omnia, Platon (1578)
- Variorum Plutarchi scriptorum Plutarchus, (1572, Genewa)
- De dissectione partium corporis humani libri tres (1545) – anatomiczne dzieło
- Praedium rusticum (1554) - podręcznik rolnictwa, ogrodnictwa i weterynarii
- Dictionarium historicum ad policum (1553)
- Thesaurus Graecae Linguae – słownik języka greckiego w czterech tomach Henryka II Estienne'a
- Thesaurus Ciceronianus (1557)